# Stilobezzia flavizonata
Stilobezzia flavizonata är en tvåvingeart som beskrevs av Tokunaga 1963. Stilobezzia flavizonata ingår i släktet Stilobezzia och familjen svidknott. Inga underarter finns listade i Catalogue of Life.